# المجاوحة (نهم)

تعديل مصدري - تعديل

المجاوحة هي إحدى قرى عزلة الحنشات بمديرية نهم التابعة لمحافظة صنعاء، بلغ تعداد سكانها 1034 نسمة حسب تعداد اليمن لعام 2004.